# Alexandra Meyer (Künstlerin)
Alexandra Meyer (* 25. Juli 1984 in Winterthur) ist eine Schweizer Künstlerin und Performerin.

## Werdegang
Alexandra Meyer ist im Zürcher Weinland und in Schaffhausen aufgewachsen, arbeitet als Multimedia-Künstlerin (Performance, Video, Objektkunst, Installation, Fotografie) und lebt zurzeit in Basel.
Von 2008 bis 2010 machte sie den Vorkurs an der F+F Schule für Kunst und Mediendesign in Zürich und anschliessend, von 2010 bis 2013, den Bachelor of Arts an der HGK Institut Kunst, Basel, wo sie von 2017 bis 2019 ein Masterstudium mit dem Master of fine Arts abschloss. 
Sie arbeitet performativ, mit Material und Körperlichkeit, Transformationen und Lebensmitteln, Identitäten und Bildern. Die Objekte sind oft verbunden mit einer persönlichen Geschichte und oft kommt die Künstlerin als Performerin oder Protagonistin selbst zum Einsatz. Die auch als Krankenpflegerin ausgebildete Künstlerin beschäftigt sich in ihrer Arbeit mit elementaren Fragen nach Körperlichkeit und den Bedingungen des menschlichen Lebens. «Dafür entwickelt sie mal humorvolle, poetische oder auch schmerzhaft-drastische Bildsprachen und bedient sich unterschiedlichster Medien wie Video, Installation, Skulptur, Performance oder Zeichnung.» Lucia Angela Cavegn schreibt, ihre Arbeit werde von «Alltagskomik und Altagspoesie getragen», die die Künstlerin zudem mit «Humor und Leichtigkeit» vermittle.

## Preise und Förderungen
- 2017: Manor Kunstpreis 2017, Schaffhausen
- 2017: Projektförderung Fachausschuss Film und Medienkunst Basel / Basel-Land
- 2017: UBS Förderbeitrag Bildende Kunst
- 2016: Atelierstipendium Kanton Schaffhausen, Berlin
- 2015: Projektförderung, Fachausschuss Film und Multimedia Basel / Basel-Land
- 2013: Kiefer Hablitzel Preis

## Arbeiten in Sammlungen
- 2023: Kanton Schaffhausen
- 2023: Kunstverein Schaffhausen
- 2022: CCA Andratx Art Collection, Mallorca - ESP
- 2022: Erziehungsdepartement Basel-Stadt, Volksschule / Projekt: Bilder in die Schule
- 2021: Kunstsammlung Stadt Winterthur
- 2021: ZKB Kunstsammlung, Zurich
- 2017: Kunstverein Schaffhausen
- 2014: Walter A. Bechtler Foundation, Zurich
- 2013: Regierungspräsidium Freiburg im Breisgau - DE
- 2012: Sammlung neue Medien Basel-Land / dotMOV
- 2011: Kanton Schaffhausen

## Ausstellungen

### Einzelausstellungen
- 2024: Okular, Kunsthalle Vebikus, Schaffhausen
- 2020: How deep is your love, Das feministische Kapital, Kunstkästen, Schaffhausen
- 2019: PS3_Dienstgebäude, Zürich
- 2017: A Discrétion, sic! Elephanthouse Raum für Kunst, Luzern[6]
- 2017: Museum zu Allerheiligen, Schaffhausen
- 2015: knoerle & baettig contemporary, Winterthur
- 2015: hide and bite, Schwarzwaldallee, Basel[7]
- 2013: beiSpiel, Kunsthalle Vebikus Schaffhausen

### Gruppenausstellungen
- 2023: Kunsttage Basel, Atelierhaus Klingental, Basel
- 2023: Schiefrahmen, Kammgarn West, Schaffhausen
- 2023: Plakatausstellung, Kunstkasten Winterthur
- 2023: Bodies of Water , CCA Gallery Andratx, Mallorca - ESP
- 2023: Food Processing, 2.0 Videocity, Screen, Messeplatz Basel
- 2022: BANG BANG – translokale Performance Geschichte:n, Museum Tinguely, Basel - CH
- 2022: ERNTE 22, Museum zu Allerheiligen, Schaffhausen
- 2019: Dezember-Ausstellung: Überblick 2019, Kunst Museum, Winterthur - CH
- 2019: STAYING HERE WITH YOU, Fondacija Sasa Marceta, Belgrad - SRB
- 2019: I-HOOD, Kunsthaus Baselland, Basel - CH
- 2019: Vergessen oder so, Kaskadenkondensator, Basel - CH
- 2018:  OBJEKT.PLASTIK.SKULPTUR.1., Kunstmuseum Singen - DE
- 2018:  ODNI/UDO - Regionale 19, La Kunsthalle, Mulhouse - F
- 2018:  Warme Füsse auf dünnem Eis - Regionale 19, Palazzo, Liestal - CH
- 2018:  PANCH, Liste Art Fair Basel - CH
- 2018 : Art books & performance documentations, I never read Art book Fair, Basel - CH

- 2018: Habemus corpus, Knoerle & Baettig, Winterthur
- 2017: CATCH OF THE YEAR 2017, Dienstgebäude, Zürich
- 2017: OneHundredAndOne, Tony Wuethrich Galerie, Basel
- 2017: Nature is Worth a thousand Thoughts, Centro de Desarrollo de las Artes Visuales (CDAV), Havanna
- 2017: Die Augen der Bilder, Museum Langmatt, Baden AG
- 2016: Lost in a gridstream, Atelier&Galerie Isabelle Gabrijel, Berlin
- 2016: Totentanz, Projekt von Gerda Steiner & Jörg Lenzlinger, Basel
- 2016: Liste total, Liste Art Fair, Basel
- 2015: ERNTE 15, Museum zu Allerheiligen, Schaffhausen
- 2015: Ange(se)hen. Gesichter einer Stadt, Basler Münster
- 2015: Grenzgänger, Syndicat potentiel, Strasbourg
- 2015: VideoSpecial, Jubiläumsfest Vebikus Kunsthalle, Schaffhausen
- 2015: Grenzgänger, Kunstverein Freiburg im Breisgau
- 2016: ARCOlisboa, Art fair (Portugal)
- 2014: Das Ohr an der Tür, Ausstellungsraum Klingental, Basel
- 2014: ArtStadt, Bern
- 2014: Utopie und Modell, Trudelhaus, Baden AG
- 2014: Ich. Du. Die Anderen – Künstler portraitieren, Kunstmuseum, Olten
- 2014: KAlSi3O8 / La Terre, la Nef in Le Noirmont
- 2014: Der Tod ist dein Körper, Kunstverein Frankfurt am Main
- 2014: Nordwestwind, Kunst(zeug)haus Rapperswil
- 2013: Jeune Art Suisse 2013, Le commun – BAC Genf
- 2013: Regionale 14, Kunstverein Freiburg im Breisgau
- 2013: ERNTE 13, Museum zu Allerheiligen, Schaffhausen
- 2013: Swiss Art Awards, Messehalle, Basel
- 2013: Ernte 2013, Kunsthalle Palazzo, Liestal
- 2012: Regionale 13, Kunsthalle Palazzo, Liestal
- 2012: Regionale 13, Kunsthaus L6, Freiburg im Breisgau
- 2012: Lametta, Villa Straeuli, Winterthur
- 2012: Galerie Jäger von Zoest, Liste Art Fair, Basel
- 2012: Kapitel 3: Der Raum, Kaskadenkondensator, Basel
- 2011: ERNTE 11, Museum zu Allerheiligen, Schaffhausen
- 2009: Impression, Ausstellung für Druckgrafik, Kunsthaus Grenchen

## Performances
- 2019: Eile mit Weile, AKKU, Emmenbrücke, in Zusammenarbeit mit Chris Hunter[8]
- 2015: knoerle&baettig contemporary, Winterthur, in Zusammenarbeit mit Chris Hunter
- 2014: Regionale 15, Aubette, Strassburg (F), in Zusammenarbeit mit Chris Hunter
- 2014: Das Ohr an der Tür, Ausstellungsraum Klingental, Basel, in Zusammenarbeit mit Chris Hunter
- 2014: Sospeso, Schwarzwaldallee, Basel, in Zusammenarbeit mit Chris Hunter
- 2013: Jeune Art Suisse, Le Commun - BAC Genève, in Zusammenarbeit mit Chris Hunter
- 3013: Jahresausstellung der Bündener Künstler und Künstlerinnen, Chur, in Zusammenarbeit mit Chris Hunter
- 2013: Oxyd, Winterthur, in Zusammenarbeit mit Chris Hunter
- 2012: Young at Art, Zürich, in Zusammenarbeit mit Chris Hunter
- 2012: Surb und Tal, Surbtal Aargau, in Zusammenarbeit mit Chris Hunter
- 2011: Der Dritte Raum, KASKO Basel, in Zusammenarbeit mit Chris Hunter

## Publikationen
- Gegenwärtig Abwesend. Kunsthaus L6, Freiburg im Breisgau 2012.
- Jean-Paul Felley (Hrsg.): Jeune Art Suisse. Verlag für moderne Kunst, Nürnberg 2013, ISBN 978-3-86984-489-3.
- Swiss Art Awards 2013. Bundesamt für Kultur BAK, 2013, ISBN 978-3-9523843-3-6.
- La terre, la nef. Schwyn, Ruedy., La Nef, Le Noirmont 2014, ISBN 978-2-9700966-0-3.
- Der Tod ist dein Körper. Frankfurter Kunstverein, 2014.
- Alexandra Meyer / Portraits. (Doppelband). Manor Kunstpreis. Verlag für Moderne Kunst, Schaffhausen 2017.
- Die Augen der Bilder. Museum Langmatt. Hatje Cantz Verlag, 2017.